# Scherer-Verfahren
Das Scherer-Verfahren ist ein technisches Verfahren zur Herstellung von Kapseln.
Für die Herstellung von Kapseln existieren verschiedene Verfahren, worunter das Accogel-Verfahren, das Norton-Verfahren und das Globex-Verfahren fallen. Das Scherer-Verfahren wurde 1933 von dem Firmengründer Robert Pauli Scherer (1906–1960) entwickelt und ist alternativ auch unter der Bezeichnung Rotary-Die-Verfahren (rotierende-Walzen-Verfahren) bekannt. Es findet insbesondere in der Herstellung von Weichkapseln Anwendung.
Im Folgenden wird die Herstellung von Kapseln im Zuge des Scherer-Verfahrens erläutert und abschließend auf damit verbundene Vor- und Nachteile verwiesen.

## Herstellung

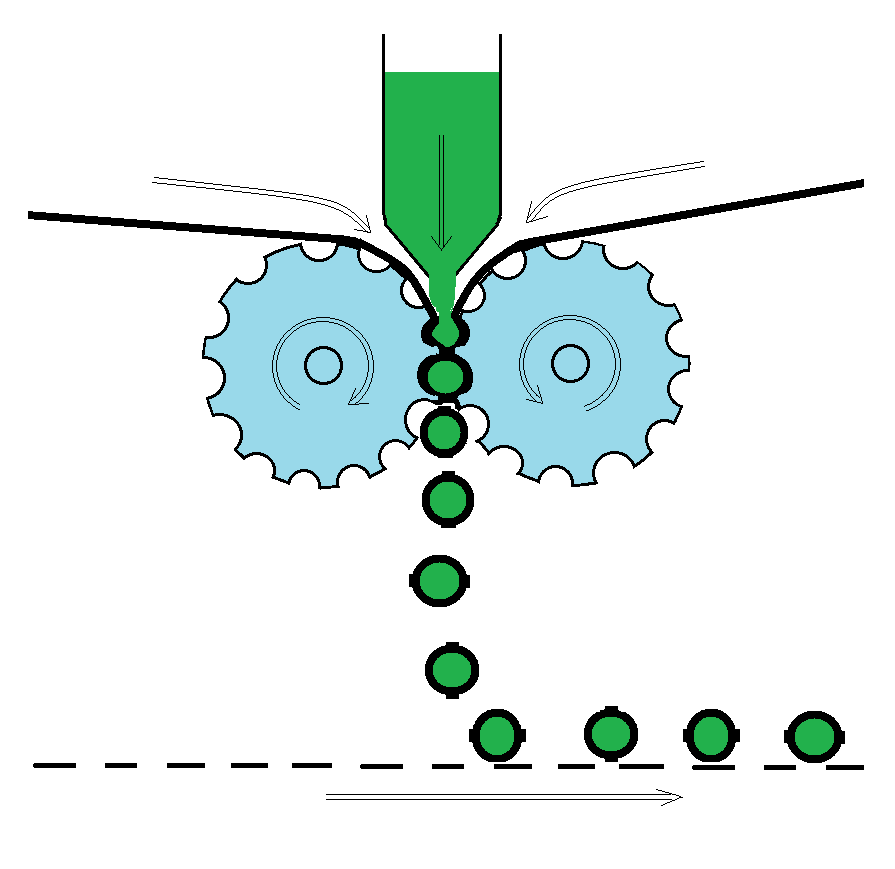
Scherer-Verfahren-Skizze

Die Verkapselung findet bei diesem Verfahren vollautomatisch und mit Hilfe von gegeneinander rotierenden Formwalzen statt. Bei dieser Methode wird die Kapsel in einem Arbeitsgang und kontinuierlich geformt, gefüllt und verschlossen. Die Gelatineschmelze wird dabei von links und rechts auf eine rotierende Kühltrommel aufgebracht. Durch Abkühlung von 60 bis 70 °C auf Raumtemperatur wird aus dem vorherigen Sol-Zustand der Gelatine der gewünschte Gel-Zustand, mit dem Ergebnis, dass zwei endlose Gelatinebänder entstehen. Damit diese nicht an den Walzen verkleben und den weiteren Verlauf beeinträchtigen, sind die Gelatinebänder mit einem Ölfilm überzogen.
Nachdem die Flachbänder, die sich in ihrer Farbe unterscheiden können, erkaltet sind, werden sie zwischen zwei gegenläufig rotierenden Formwalzen hindurchgeführt. Der sich über den Walzen befindliche Füllkeil mit Heizelementen befüllt die Kapseln.
Dosiert wird das Füllgut durch eine Dosierpumpe, die das Füllgut unter Druck und stoßweise auf die Walzen befördert. Währenddessen wird der untere und seitliche Teil verschweißt, sodass sich ein taschenartiger Hohlraum zwischen den beiden Walzen bildet, der befüllt wird, bevor die obere Seite auch verschweißt wird. Das Verschweißen der seitlichen und oberen Teile ist mit dem Ausstanzen gekoppelt.
Das für das Scherer-Verfahren typische Resultat ist eine visuell wahrnehmbare Naht an der Längsseite.
Die Kapsel kann in einer Kapselwaschvorrichtung aufgefangen werden, in welcher der sich darauf befindende Ölfilm abgewaschen werden kann. Die Kapsel sollte anschließend zum Festigen in einer Trocknungstrommel getrocknet werden, da die Kapselhülle einen hohen Wasseranteil enthält und aufgrund dessen noch sehr weich und dehnbar ist.
Nachdem die Kapsel abgestreift wird, bleibt ein Gelatineband mit Stanzlöchern übrig, das wiedereingeschmolzen und erneut zur Herstellung verwertet werden kann.
Die Gelatinebänder an sich können unterschiedliche Farben aufweisen. Ebenso können mit diesem Verfahren Kapseln in verschiedener Form und Größe in hohem Maßstab sowie exakt dosiergenau hergestellt werden.

## Vor- und Nachteile
- Das Scherer-Verfahren ist ein kontinuierliches Verfahren und erlaubt die Herstellung einer Weichkapsel in nur einem einzigen Arbeitsgang.
- Mit diesem Verfahren kann eine Stundenleistung von 100.000 Kapseln erzielt werden.

Jedoch gibt es auch Nachteile dieses Verfahrens:
- Die Herstellung der Kapseln ist teuer und störanfällig, da die Formwalzen sehr präzise arbeiten müssen, sodass der ökonomische Gehalt des Verfahrens, trotz der quantitativ hohen Leistung, kritisch zu beleuchten ist.
- Alle Räume bei Verpackung und Herstellung der Weichkapseln müssen entsprechend klimatisiert sein.
- Auch das Gelatineband mit Stanzlöchern kann nicht vollständig wiedergewonnen werden, da es mit Trennöl beschichtet wurde.
- Ebenso müssen die jeweiligen mit dem Trennöl kontaminierten Kapselhüllen arbeitsaufwendig und kostenintensiv mit Hilfe geeigneter Lösungsmittel gesäubert werden.